# Les Chronoreporters
Les Chronoreporters (Timeblazers) est une série télévisée canadienne en quarante épisodes de 25 minutes, créée par Wilson Coneybeare et diffusée entre le 5 juillet 2003 et le 9 juillet 2005 sur YTV ainsi que sur Discovery Kids aux États-Unis.
En France, la série a été diffusée sur Eurêka! à partir de septembre 2003 et rediffusée sur Planète Juniors, et au Québec à partir du 5 juin 2006 à la Télévision de Radio-Canada.

## Synopsis
Pour répondre aux questions d'un enfant, deux jeunes historiens voyagent dans le temps, pour découvrir l'origine de la création d'une chose ou d'un objet.

## Distribution
- Mike Ackerman (VQ : Benoit Éthier) : Sam
- Heidi Leigh (VQ : Catherine Proulx-Lemay) : Jen
- Stephen Joffe (VQ : Romy Kraushaar-Hébert) : Alex (saisons 2 et 3)
- Jasmine Richards (VQ : Aline Pinsonneault) : Shakira (saison 1)

 Source et légende : version québécoise (VQ) sur Doublage.qc.ca

## Épisodes

### Première saison (2003)
1. Titre français inconnu (Keys to the Kingdom)
2. Trains, avions et diligences (Planes, Trains, and Stagecoaches)
3. La Grande Puanteur (The Great Stink)
4. Nos ancêtres les inventeurs (Mother of All Inventions)
5. Les Habits de l'empereur (The Emperor's Old Clothes)
6. Le Bon, la Brute et le Pain (The Good, the Bad and the Bread)
7. Un festin de roi (A Feast Fit for a King)
8. Titre français inconnu (Get Ready to Rumble)
9. Le Rhume, la saignée et les sangsues (Leech a Cold, Bleed a Fever)
10. L'Or (Gold!)
11. Titre français inconnu (Off with His Head)
12. Titre français inconnu (Message in a Bottle)
13. Titre français inconnu (Rumbling and Romance)

### Deuxième saison (2004-2005)
1. Kid Jobs
2. Home on the Range
3. Lost in the Stars
4. Schools
5. Hot Chocolate
6. Romans
7. Heroes
8. News Through the Ages
9. Revolutions
10. Who is Marco Polo?
11. Down on the Farm
12. Real or Not Real
13. Geniuses

### Troisième saison (2005)
1. Explorers
2. Tyrants
3. A Soldier's Life
4. Dangerous Women
5. The Flat Earth Society
6. Fun and Games
7. History's Biggest Mistakes
8. Bikes
9. Who Discovered North America?
10. Can You Dig it?
11. Flight
12. Great Disasters
13. Dark Ages
14. A short History of Time